# Observatoire magnétique

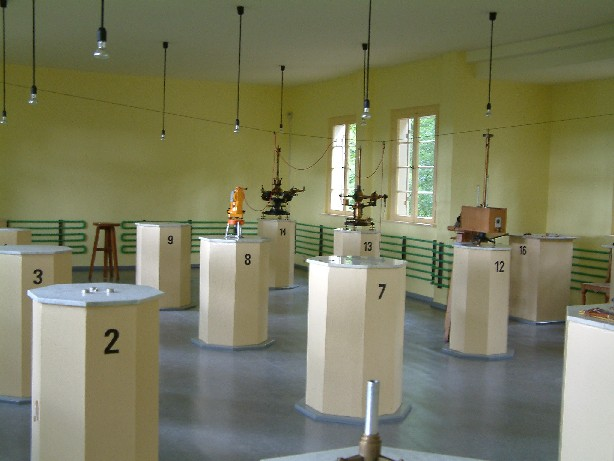
Observatoire Adolf-Schmidt à Niemegk en Allemagne

Un observatoire magnétique (ou observatoire géomagnétique) est un lieu voué à l'étude et l'observation du champ magnétique terrestre. Il est situé à l'écart des activités humaines pour s'affranchir des perturbations d'origines anthropiques. Il est équipé de magnétomètres. Les observations faites au sol sont complémentaires de celles faites dans l'espace par des satellites comme GOES.
Des observations magnétiques sont partagées et rendues publiques via l'organisation Intermagnet (en) et son site web,.

## Observatoires par pays
- Belgique : Dourbes[3], Manhay[4]
- France : Observatoire magnétique national de Chambon-la-Forêt[5]
- Italie : Angelo Secchi installa le premier observatoire magnétique à Rome en 1858.
- États-Unis : Boulder Geomagnetic Observatory (en)